# Epitranus erythrogaster
Epitranus erythrogaster är en stekelart som beskrevs av Cameron 1888. Epitranus erythrogaster ingår i släktet Epitranus och familjen bredlårsteklar. Inga underarter finns listade i Catalogue of Life.